# Nowiny Żukowskie
Nowiny Żukowskie – wieś w Polsce położona w województwie lubelskim, w powiecie lubelskim, w gminie Krzczonów.
W latach 1975–1998 miejscowość administracyjnie należała do ówczesnego województwa lubelskiego.
Wieś stanowi sołectwo gminy Krzczonów. Według Narodowego Spisu Powszechnego z roku 2011 wieś liczyła 117 mieszkańców.
Wierni Kościoła rzymskokatolickiego należą do parafii Wniebowzięcia Najświętszej Maryi Panny w Krzczonowie.